# تنر میز
تنر میز (انگلیسی: Tanner Mayes؛ زاده ۳۱ مهٔ ۱۹۸۹) یک بازیگر پورنوگرافی اهل ایالات متحده آمریکا است.